# Ortaören, İspir
Ortaören là một xã thuộc huyện İspir, tỉnh Erzurum, Thổ Nhĩ Kỳ. Dân số thời điểm năm 2011 là 98 người.